# Taparella delicata
Taparella delicata är en insektsart som beskrevs av Medler 1991. Taparella delicata ingår i släktet Taparella och familjen Flatidae. Inga underarter finns listade i Catalogue of Life.